# Tetramorium alperti
Tetramorium alperti (лат.) — вид мелких муравьёв рода Tetramorium из подсемейства Myrmicinae. Мадагаскар.

## Описание
Мелкие мирмициновые муравьи (длина около 3 мм), коричневого цвета.
Усики с булавой из 3 сегментов, скапус короткий. Стебелёк между грудкой и брюшком состоит из двух члеников: петиолюса и постпетиолюса (последний четко отделен от брюшка), жало развито. От сходных видов отличается более длинными проподеальным шипами заднеспинки. Головной индекс рабочих (CI, соотношение ширины головы к длине × 100): 95—97. Длина головы рабочих 0,56—0,68 мм, длина скапуса 0,40—0,47 мм, ширина головы 0,54—0,65 мм. Индекс скапуса рабочих (SI, соотношение длины скапуса к ширине головы × 100): 69—75. Петиолюс, постпетиолюс и брюшко гладкие и блестящие.
Вид Tetramorium alperti был впервые описан в 2014 году американскими мирмекологами Франциско Хита-Гарсиа (Francisco Hita Garcia) и Брайаном Фишером (Brian L. Fisher; Entomology, California Academy of Sciences, Сан-Франциско, Калифорния, США) вместе с таксоном Tetramorium aspis. Таксон Tetramorium alperti включён в состав видовой группы T. naganum species group рода Tetramorium (вместе с T. dalek, T. enkidu, T. gilgamesh и T. naganum Bolton, 1979) и назван в честь энтомолога Гари Алперта (Gary D. Alpert, Cambridge, Massachusetts, США), за его вклад в исследование муравьёв Мадагаскара. Сходен с видами T. dalek, T. enkidu, T. gilgamesh, T. naganum.